# Standing on the Shoulder of Giants
Standing on the Shoulder of Giants – to czwarty album studyjny zespołu Oasis, wydany w 2000 (zob. 2000 w muzyce).
Nazwa płyty pochodzi od słow Isaaca Newtona: "Jeśli widzę dalej, to tylko dlatego, że stoję na ramionach olbrzymów".

## Lista utworów
1. "Fuckin' in the Bushes" – 3:18
2. "Go Let It Out" – 4:38
3. "Who Feels Love?" – 5:44
4. "Put Yer Money Where Yer Mouth Is" – 4:27
5. "Little James" – 4:15
6. "Gas Panic!" – 6:08
7. "Where Did It All Go Wrong" – 4:26
8. "Sunday Morning Call" – 5:12
9. "I Can See a Liar" – 3:12
10. "Roll It Over" – 6:31

## Single
- 2000 "Go Let It Out" (#1 UK, #1 IRE)
- 2000 "Who Feels Love?" (#4 UK)
- 2000 "Sunday Morning Call" (#4 UK)

## Skład
- Liam Gallagher – śpiew
- Noel Gallagher – gitara, śpiew, gitara basowa, instrumenty klawiszowe, elektronika
- Alan White – perkusja